# Encyosaccus
Encyosaccus is een monotypisch geslacht van spinnen uit de  familie van de wielwebspinnen (Araneidae).

## Soort
- Encyosaccus sexmaculatus Simon, 1895